# Les Deux-Fays
Les Deux-Fays település Franciaországban, Jura megyében. Lakosainak száma 121 fő (2022. január 1.). Les Deux-Fays Biefmorin, Foulenay, Champrougier, La Chassagne, Sergenaux és Sergenon községekkel határos.

## Népesség
A település népességének változása:
| Lakosok száma | 175  | 131  | 125  | 120  | 100  | 95   | 106  | 114  | 118  | 121  |
|               | 1968 | 1982 | 1990 | 2006 | 2013 | 2015 | 2017 | 2019 | 2020 | 2022 |